# لبيب قمحاوي
لبيب قمحاوي (1946) هو مفكر وكاتب سياسي فلسطيني وُلد في مدينة نابلس، حاصل على دكتوراه في العلوم السياسية من جامعة لندن عام 1978، أستاذ سابق للعلوم السياسية في الجامعة الأردنية، والرئيس السابق للمنظمة العربية لحقوق الإنسان في الأردن.

## حياته
تلقّى لبيب تعليمه الأساسي في كلية النجاح الوطنية في مدينة نابلس، ثم انتقل لمتابعة تعليمه في المدرسة الخالدية، وأنهى تعليمه الثانوي في كلية بيرزيت وحصل فيها على الشهادة الثانوية في عام 1965. انخرط في العمل السياسي مبكّرًا حيث انتسب إلى حزب البعث العربي الاشتراكي خلال المرحلة المدرسية في عام 1961، لفترة قصيرة، ثم انسحب من الحزب إثر انسحاب سوريّة من الجمهورية العربية المتحدة وفشل مشروع الوحدة بين البلدين.
انتقل عقب تخرّجه من المرحلة الدراسية الثانوية، إلى مدينة القاهرة، ودرس في الجامعة الأميركية الاقتصاد والعلوم السياسية ، وحصل على درجة البكالوريوس فيها في عام 1969، ثم انتقل لمتابعة دراساته العليا في الجامعة الأميركية في بيروت، وحصل فيها على درجة الماجستير في العلوم السياسية في عام 1971. نشط خلال دراسته الجامعية في القاهرة، في العمل الطلابي الوطني الفلسطيني، حيث أسهم في تأسيس مجلس للطلبة، كما ترأس لجنة لجمع التبرعات للمظمات الفلسطينية الفدائية، وأصبح مساعدًا لعميد شؤون الطلبة لشؤون التواصل.
ثم انتقل إلى لندن لدراسة العلوم السياسية في جامعة لندن، إلا أن السلطات البريطانية طلبت منه المغادرة، إثر علاقته التنظيمة بالجبهة الشعبية لتحرير فلسطين، فغادرها مدة من الزمن، ثم عاد إليها ضمن برنامج الإقامة المشروطة بإثبات تواجده في مركز أمني، وبقي فيها حتى عام 1977، حيث حصل على درجة الدكتوراة.

## عمله وإنجازاته
عاد إلى الأردن عقب تخرّجه وانخرط في الأعمال والأنشطة التجارية بين عامي 1977 و1983، إثر رفض السلطات الأمنية الأردنية تعيينه أستاذًا في الجامعات الأردنية، وبعدها عُيّن أستاذًا للعلوم السياسية في الجامعة الأردنية بين عامي 1983 و1986. ثم انخرط في العمل الصحفي منذ عام 1986، والتزم بالكتابة في صحيفة "الوطن" الكويتية، وبرز اسمه خلال تلك الفترة كأحد الكتّاب المعارضين في الأردن. وشغل عضوية اللجنة الملكية لصياغة الميثاق الوطني بين عامي 1989 و1991.
شارك لبيب في تأسيس التجمع الديمقراطي في الأردن في عام 1990، كما شارك في المؤتمر الشعبي العربي في مدينة بغداد في عام 1991، والذي انعقد لبحث مسألة رفع الحصار عن العراق إبّان حرب الخليج. وانتُخب نائبًا لرئيس المنظمة العربية لحقوق الإنسان في عام 1991، ثم أًصبح رئيسًا لها في عام 1996. وتم اختياره عضواً في مؤتمر السياسة الدولية (WPC)، وحصل على عضوية الأردن في المؤتمر في عام 2008. كما أسهم في تأسيس كل من الجبهة الوطنية للإصلاح في الأردن في عام 2011 والتجمع الوطني للتغيير في عام 2018، واختير ناطقًا باسم كلاهما.
وكان عضو في كل من:
- مجلس أمناء مركز دراسات الوحدة العربية.
- مجلس أمناء المنتدى العربي في الأردن.
- مجلس أمناء منظمة المساعدة القانونية للفلسطينيين.
- مجلس امناء المنظمة العربية لمكافحة الفساد.
- الجمعية العربية للعلوم السياسية.
- المؤتمر القومي العربي.

## مؤلفاته
صدرت لعبد الله بندك مجموعة من المؤلفات، ومنها:
- "حجارة على بيت من زجاج" (2016).
- "لغة الإرهاب" (2017).
- "القضية الفلسطينية من منظور جديد" (2018).
- "القضية الفلسطينية من منظور جديد (بالإنجليزية)" (2020).

## قراءة مقالاته
ما زال عبد الله يكتب المقالات الوطنية والفكرية التي يمكن قراءتها على العديد من الصفحات الإلكترونية، ومنها:
- بوابة الهدف الإخبارية.[6]
- وكالة قدس نت للأنباء.[7]
- صحيفة نيسان.[8]
- جراسا نيوز.[9]
- سواليف.[10]
- مسارات.[11]
- JO24.[12]